# Saint-Martin-le-Hébert
Saint-Martin-le-Hébert era una comuna francesa situada en el departamento de Mancha, de la región de Normandía, que el 1 de enero de 2016 pasó a ser una comuna delegada de la comuna nueva de Bricquebec-en-Cotentin al fusionarse con las comunas de Bricquebec, Les Perques, Le Valdécie, Le Vrétot y Quettetot.

## Demografía
| Gráfica de evolución demográfica de Saint-Martin-le-Hébert entre 1800 y 2013 |
|                                                                              |

Los datos demográficos contemplados en este gráfico de la comuna de Saint-Martin-le-Hébert se han cogido de 1800 a 1999 de la página francesa EHESS/Cassini, y los demás datos de la página del INSEE.